# Los Cerralbos
Los Cerralbos es un municipio y localidad española de la provincia de Toledo, en la comunidad autónoma de Castilla-La Mancha. 

## Toponimia
El topónimo Cerralbo se origina en la unión de las palabras cerro y albo (del latín albus, blanco), referido al color calizo del que se sitúa junto al caserío. En las respuestas dadas al Cuestionario de Felipe II, contestadas en Cerralbo en 1576, los alcaldes Sebastián Gómez y Pedro Pulido contestan al respecto:
Primeramente respondemos a este capítulo que este pueblo se llama Cerralbo y que no sabemos por do tomó este nombre, más que hemos oído decir que se llama así porque junto a él está un cerro blanco que tiene la tierra blanca como calvitero y se ha oído que deste cerro albo tomó el nombre de Cerralbo.

## Geografía
El municipio de Los Cerralbos, perteneciente a la provincia de Toledo, de cuya capital dista 60 km, está comprendido en la comarca natural de Talavera de la Reina, a 25 km de ella, entre los dos grandes ríos que la atraviesan, el Tajo y el Alberche. Asentado sobre una pequeña ladera, con orientación norte, las tierras que le circundan son básicamente llanas, con pequeñas oscilaciones de cerros margosos, cuyas alturas más significativas, el cerro del Caballo y el de la Tijera se sitúan en torno a los 500 metros. Limita al norte con el río Alberche y la jurisdicciones de Nombela y El Casar de Escalona (4,89 km), al sur con Illán de Vacas (4,31 km), al este con Otero (4.94 km) y al sur con Lucillos (3.71 km). Su vegetación característica es la propia de la meseta central, siendo sus variedades arbóreas más significativas la encina, cuya superficie actual es de unas 300 hectáreas, el enebro y el acebuche, que cohabitan con la retama blanca, las jaras, tomillos, mejoranas y cantuesos.

## Historia
En el siglo XVI solo pertenecían al municipio una pequeña dehesa para apacentar los ganados, dependiendo el resto de los arzobispos de Toledo y del duque de Escalona.
En el pasado el municipio se componía de dos barrios, Cerralbo de Escalona y Cerralbo de Talavera, dependientes cada uno de la población de la que tomaban su segundo nombre. Esta irregularidad finalizó en 1835 cuando se unieron para formar un solo ayuntamiento.
A mediados del siglo XIX tenía 106 casas y el presupuesto municipal ascendía a 5500 reales de los cuales 1200 eran para pagar al secretario.
Hasta la reforma de la nomenclatura municipal de 1916 el municipio se llamaba Los Cerralbos ó Cerralbo. En dicha fecha su nombre fue modificado por el de Los Cerralbos.
En este municipio se han llevado a cabo labores de investigación histórica durante los últimos años. Un ejemplo de ello es la iniciada en 2021 por la Asociación para la Recuperación de la Memoria Histórica, en busca de cinco vecinos asesinados por el bando franquista en plena Guerra civil (1936). Se trataría de Pablo Arrogante Alía, Teodoro Dionisio Fernández, Lucio Jiménez Fernández, y los hermanos Baldomero y Eulogio Díaz Zapata. El método empleado para buscar en la fosa es la práctica de catas, ejercida por una máquina retroexcavadora dirigida por un arqueólogo. En la finca de Los Parrales aparecieron casquillos que ponen de relieve que existieron tiroteos. Es la primera prueba fiable que certifica que existió un asesinato de cinco personas en ese terreno. Lo encontrado son tres proyectiles de Mauser.

## Demografía
Cuenta con una población de 425 habitantes (INE 2024).

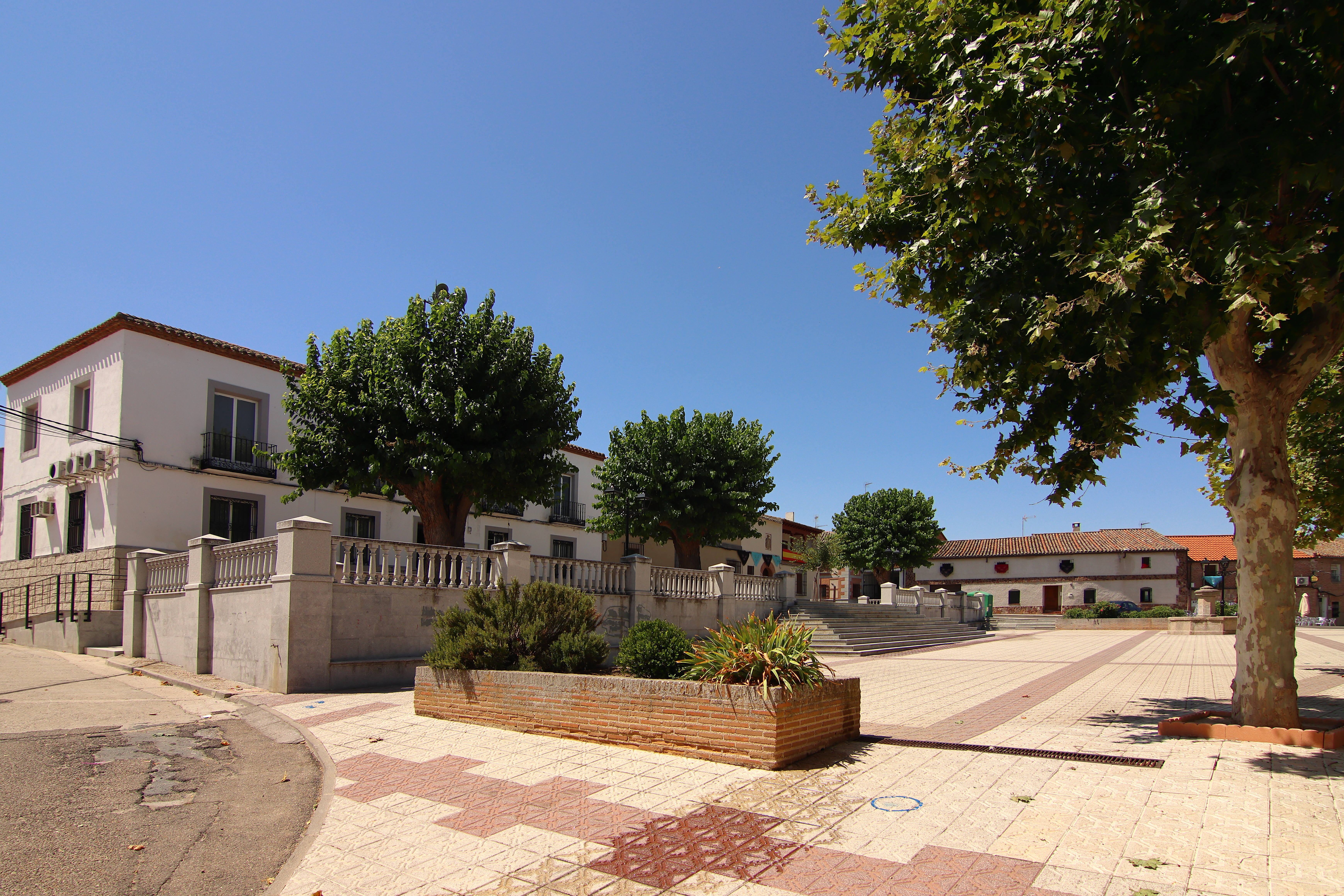
Plaza de la Constitución

| Gráfica de evolución demográfica de Los Cerralbos entre 1842 y 2021                                                   |
| |
| Población de derecho según los censos de población del INE. Población de hecho según los censos de población del INE. |

## Administración

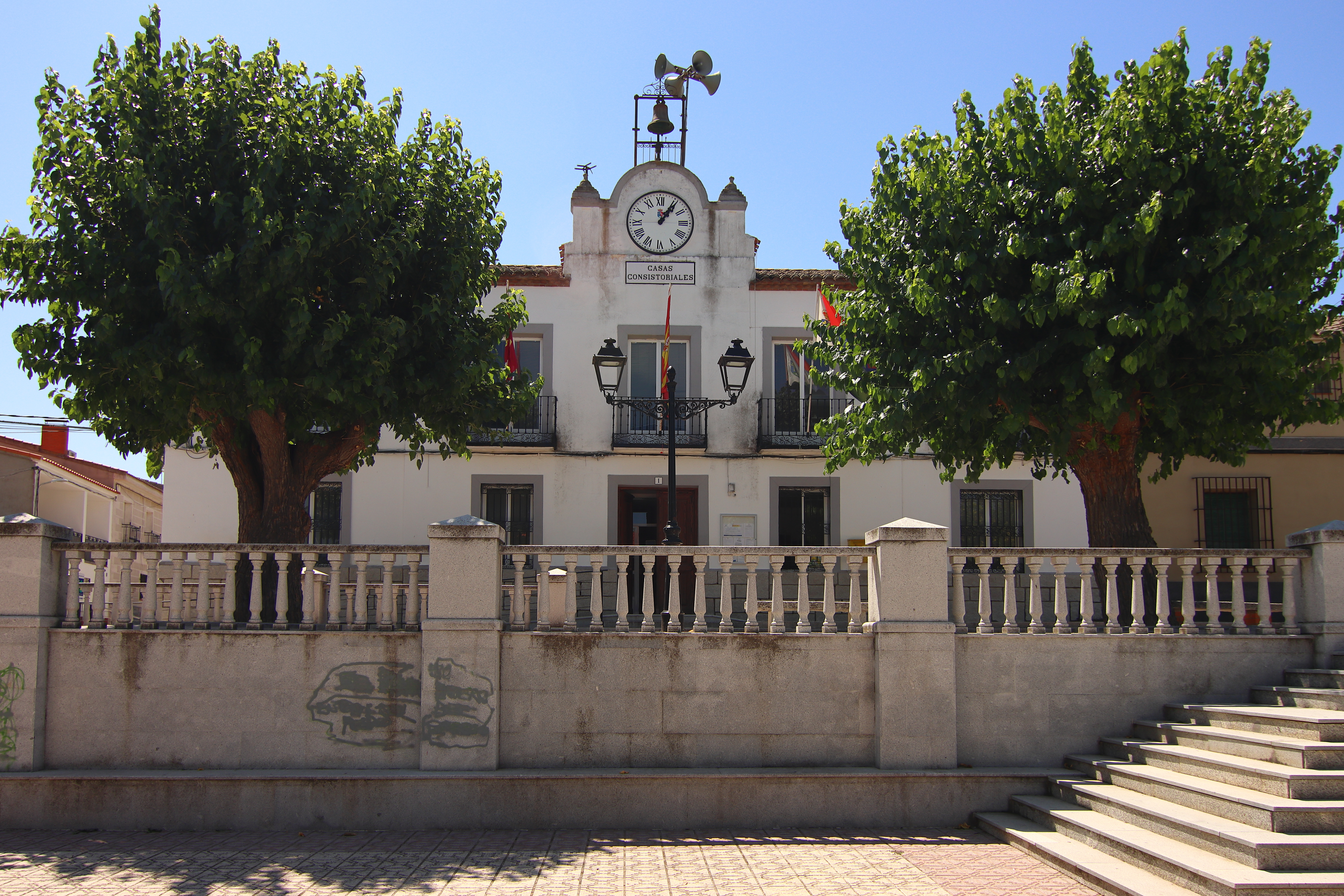
Casa consistorial

| Periodo   | Nombre                 | Partido       |
| --------- | ---------------------- | ------------- |
| 1979-1983 | Mariano Canales Olvera | Independiente |
| 1983-1987 | Mariano Canales Olvera | AP/PDP/UL     |
| 1987-1991 | Mariano Canales Olvera | PP            |
| 1991-1995 | Pedro García Agüero    | PSOE          |
| 1995-1999 | Pedro García Agüero    | PSOE          |
| 1999-2003 | Pedro García Agüero    | PSOE          |
| 2003-2007 | Pedro García Agüero    | PSOE          |
| 2007-2011 | Jesús Gómez Bermúdez   | PSOE          |
| 2011-2015 | Jesús Gómez Bermúdez   | PSOE          |
| 2015-2019 | Pedro García Agüero    | PSOE          |
| 2019-2023 | Andrés Gómez García    | PP            |
| 2023-act. | Andrés Gómez García    | PP            |

## Cultura

### Biblioteca
Situada en la C/Iglesia,s/n, el municipio cuenta con una biblioteca llamada "Biblioteca Pública Municipal de Los Cerralbos", que en agosto de 2021 quedó adherida a la Red de Bibliotecas Públicas de Toledo. Este organismo está compuesto de los centros y servicios bibliotecarios públicos y accesibles a todo el público. Su misión es, por lo tanto, ofrecer el mayor número de productos bibliotecarios a todos los residentes de Castilla-La Mancha que sean socios de esta institución.

### Patrimonio

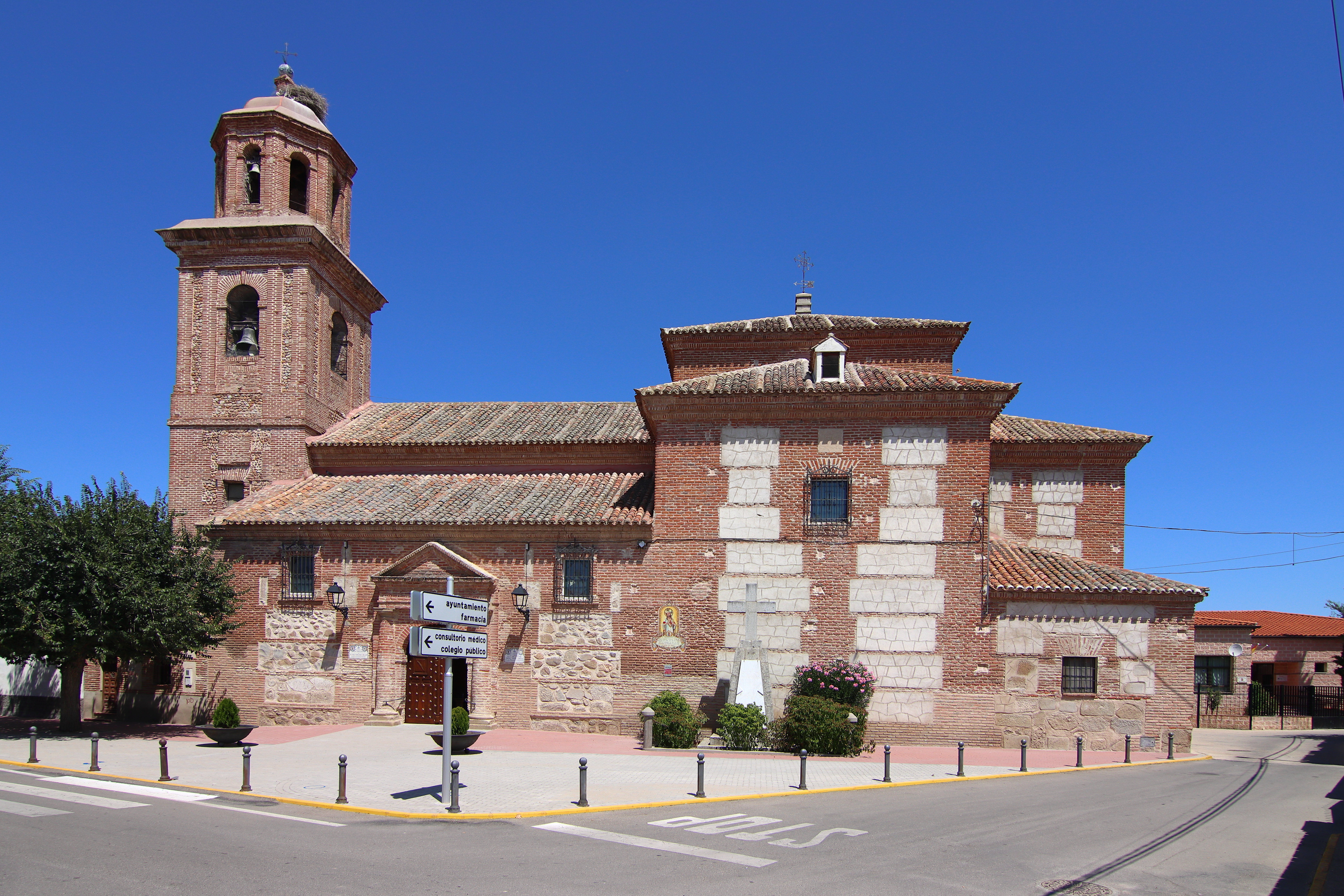
Vista de la iglesia de San Esteban Protomártir

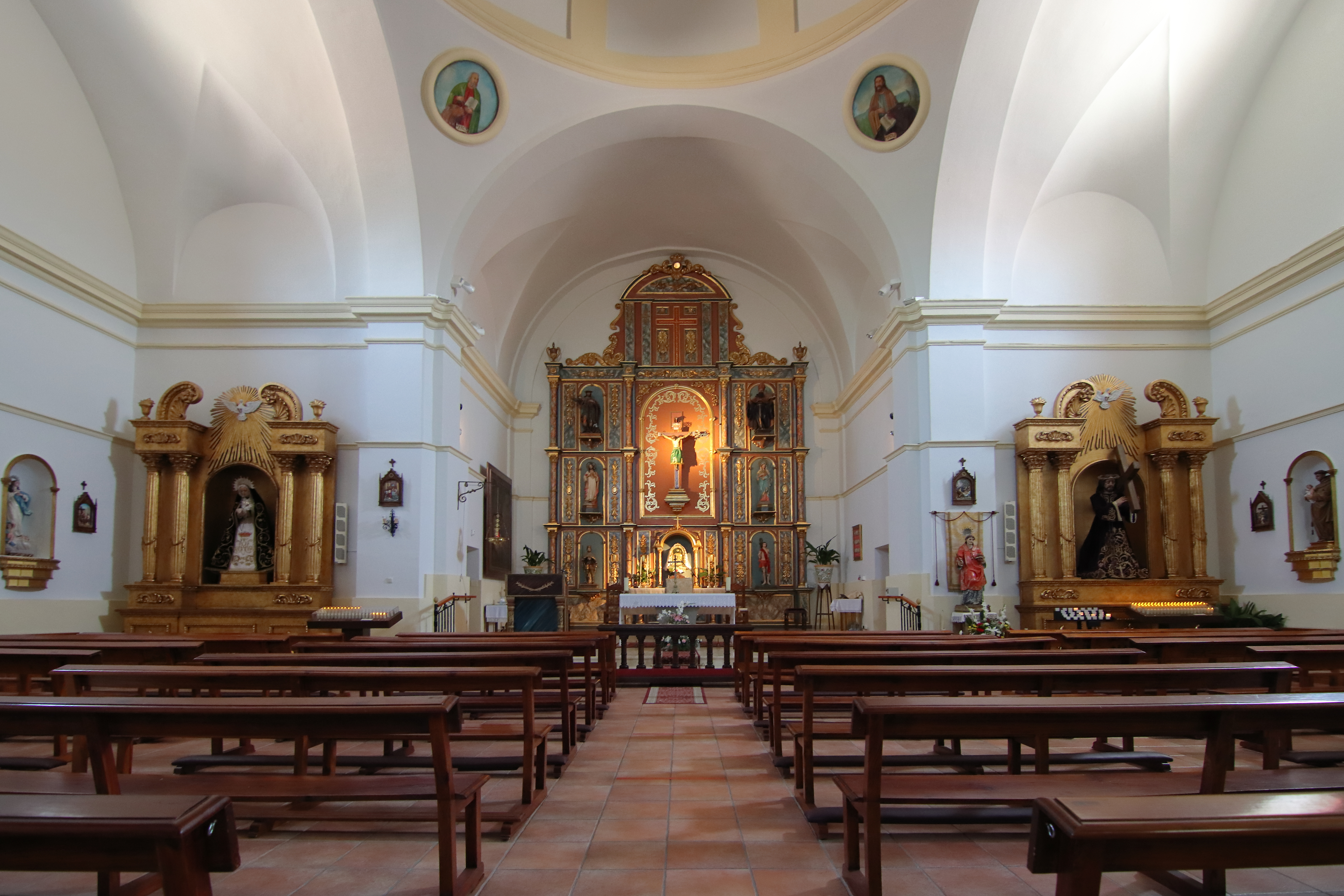
Interior de la iglesia

Cabe destacar la iglesia parroquial de San Esteban Protomártir.

### Fiestas
- 3 de agosto: San Esteban Protomártir.
- 14 de septiembre: Santísimo Cristo del Consuelo.